# Список объектов всемирного наследия ЮНЕСКО в Мьянме
В списке Всеми́рного насле́дия ЮНЕ́СКО в Мьянме значится два наименования (на 2019 год). По состоянию на 2019 год 15 объектов на территории Мьянмы находятся в числе кандидатов на включение в список всемирного наследия. Мьянма ратифицировала Конвенцию об охране всемирного культурного и природного наследия 29 апреля 1996 года.

## Список
В данной таблице объекты расположены в порядке их добавления в список всемирного наследия ЮНЕСКО.
| # | Изображение | Название                                              | Местоположение              | Время создания      | Год внесения в список | №    | Критерии      |
| - | ----------- | ----------------------------------------------------- | --------------------------- | ------------------- | --------------------- | ---- | ------------- |
| 1 |             | Древние города Пью а) Халин б) Бейктхано в) Шрикшетра | Округа: Магуэ, Сикайн, Пегу | 200 — 900 гг. н. э. | 2014                  | 1444 | (ii)(iii)(iv) |
| 2 |             | Паган англ. Bagan                                     | Округ: Мандалай             | XI-XIII века        | 2019                  | 1588 | (iii)(iv)(vi) |

## Кандидаты
В таблице объекты расположены в порядке их добавления в предварительный список. В данном списке указаны объекты, предложенные правительством Мьянмы в качестве кандидатов на занесение в список всемирного наследия.
| #  | Изображение | Название | Местоположение        | Время создания       | Год внесения в список | №    | Критерии             |
| -- | ----------- | --- | --------------------- | -------------------- | --------------------- | ---- | -------------------- |
| 1  |             | Пещеры Пада-Лин | Штат: Шан             | Доисторическая эпоха | 1996                  | 822  | (iii)(iv)            |
| 2  |             | Древние города северной Мьянмы а) Ава б) Амарапура в) Сикайн г) Мингун д) Мандалай англ. Ancient cities of Upper Myanmar: Innwa, Amarapura, Sagaing, Mingun, Mandalay | Округ: Мандалай       | XIV-XV века          | 1996                  | 823  | (i)(v)(vi)           |
| 3  |             | Деревянные монастыри времён Конбаунов | Округ: Мандалай       | XVIII-XIX века       | 1996                  | 821  | (i)(iv)(v)(vi)       |
| 4  |             | Археологическая зона и памятники Мьяу-У | Штат: Аракан          | XV-XVI века          | 1996                  | 824  | (i)(iii)(iv)(vi)     |
| 5  |             | Озеро Инле | Штат: Шан             | -                    | 1996                  | 825  | (iii)(v)(vi)         |
| 6  |             | Монские города Пегу и Хантавади | Округ: Пегу           | XI-XVII века         | 1996                  | 826  | -                    |
| 7  |             | Река Иравади | Округ: Мандалай       | -                    | 2014                  | 5870 | (x)                  |
| 8  |             | Северный горно-лесной комплекс: национальный парк Кхакаборази и заповедник Понканрази                                                                                 | Штат: Качин           | -                    | 2014                  | 5871 | (vii)(ix)(x)         |
| 9  |             | Озеро Индоджии | Штат: Качин           | -                    | 2014                  | 5872 | (x)                  |
| 10 |             | Национальный парк Нат Ма Таунг | Штат: Чин             | -                    | 2014                  | 5873 | (vii)(ix)(x)         |
| 11 |             | Архипелаг Мьей | Область: Танинтайи    | -                    | 2014                  | 5874 | (ix)(x)              |
| 12 |             | Заповедник Долина Хукаунг | Штат: Качин           | -                    | 2014                  | 5875 | (ix)(x)              |
| 13 |             | Леса области Танинтайи | Область: Танинтайи    | -                    | 2014                  | 5876 | (ix)(x)              |
| 14 |             | Места палеонтологических находок человекообразных приматов формации Пондаунг англ. Pondaung anthropoid primates palaeontological sites                                | Округа: Магуэ, Сикайн | -                    | 2018                  | 6366 | (viii)               |
| 15 |             | Пагода Шведагон на холме Сингуттара | Округ: Янгон          | VI век               | 2018                  | 6367 | (i)(ii)(iii)(iv)(vi) |